# Eumorpha
Eumorpha ist eine Gattung von Schmetterlingen aus der Familie der Schwärmer (Sphingidae).

## Merkmale
Die großen Falter haben einen gedrungenen Körperbau. Die Vorderflügel haben auf der Oberseite ein Muster aus verschiedenen Braun- und Schwarztönen, die den Falter gut tarnen. Auf der Unterseite der Vorderflügel befinden sich am Außenrand je ein dunkles Band. Die Hinterflügel sind dunkel gemustert, bei manchen Arten tragen sie jedoch unterschiedlich stark ausgeprägte kräftig pinke Anteile. Die meisten Arten haben dunkle, dreieckige Flecken entlang des Rückens, die an der Flügelbasis beginnen. Die sichelförmigen Fühler sind im Verhältnis zur Größe der Falter kurz.
Die Raupen haben eine grüne, gelbe, rote oder braune Grundfarbe. In den ersten vier Stadien ist ihr Analhorn lang und fadenförmig, im letzten Stadium ist es zu einer knubbelförmigen Erhebung reduziert. Mit zunehmendem Wachstum verbreitert sich das dritte Thoraxsegment. In dieses können die Raupen ihren Kopf bei Störung einziehen. Die Raupen mancher Arten variieren in ihrer Färbung und Musterung auch innerhalb der gleichen Population sehr stark. Die Puppen sind in Rotbrauntönen gefärbt, haben eine glatte Oberfläche und eine verwachsene Rüsselscheide.

## Vorkommen und Lebensweise
Die Gattung ist neotropisch verbreitet, es kommen jedoch zwölf Arten auch in Nordamerika vor, von denen sich acht dort auch vermehren. Soweit bekannt, ernähren sich die Raupen von Weinrebengewächsen (Vitaceae), Hundsgiftgewächsen (Apocynaceae) und Nachtkerzengewächsen (Onagraceae).

## Systematik
Weltweit sind 23 Arten der Gattung bekannt:
- Eumorpha achemon (Drury, 1773)
- Eumorpha adamsi (Rothschild & Jordan, 1903)
- Eumorpha analis (Rothschild & Jordan, 1903)
- Eumorpha anchemolus (Cramer, 1779)
- Eumorpha capronnieri (Boisduval, [1875])
- Eumorpha cissi (Schaufuss, 1870)
- Eumorpha drucei (Rothschild & Jordan, 1903)
- Eumorpha elisa (Smyth, 1901)
- Eumorpha fasciatus (Sulzer, 1776)
- Eumorpha intermedia (Clark, 1917)
- Eumorpha labruscae (Linnaeus, 1758)
- Eumorpha megaeacus (Hübner, [1819])
- Eumorpha mirificatus (Grote, 1874)
- Eumorpha neubergeri (Rothschild & Jordan, 1903)
- Eumorpha obliquus (Rothschild & Jordan, 1903)
- Eumorpha pandorus (Hübner, [1821])
- Eumorpha phorbas (Cramer, 1775)
- Eumorpha satellitia (Linnaeus, 1771)
- Eumorpha strenua (Ménétriés, 1857)
- Eumorpha translineatus (Rothschild, 1895)
- Eumorpha triangulum (Rothschild & Jordan, 1903)
- Eumorpha typhon (Klug, 1836)
- Eumorpha vitis (Linnaeus, 1758)

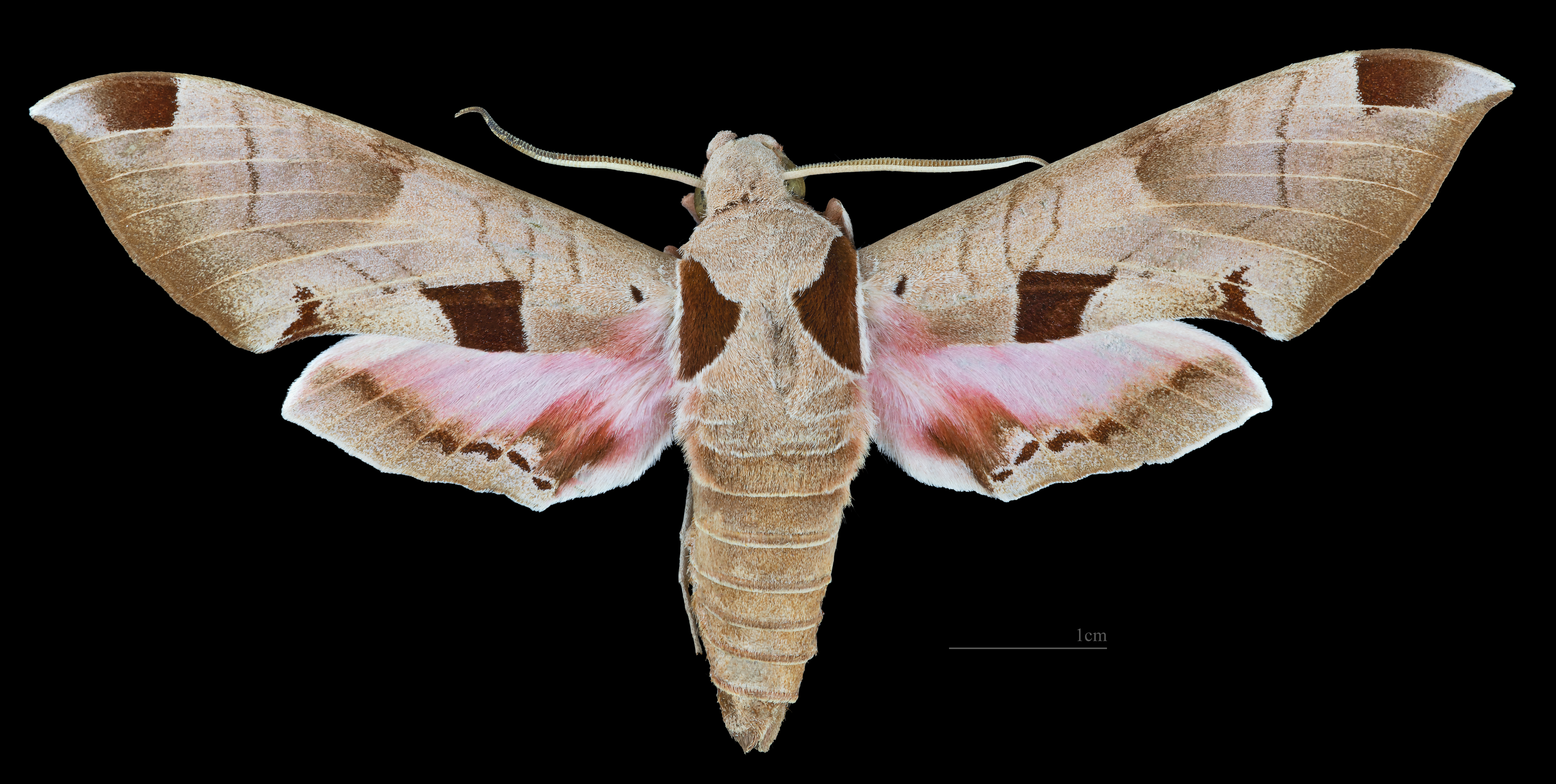
Eumorpha achemon
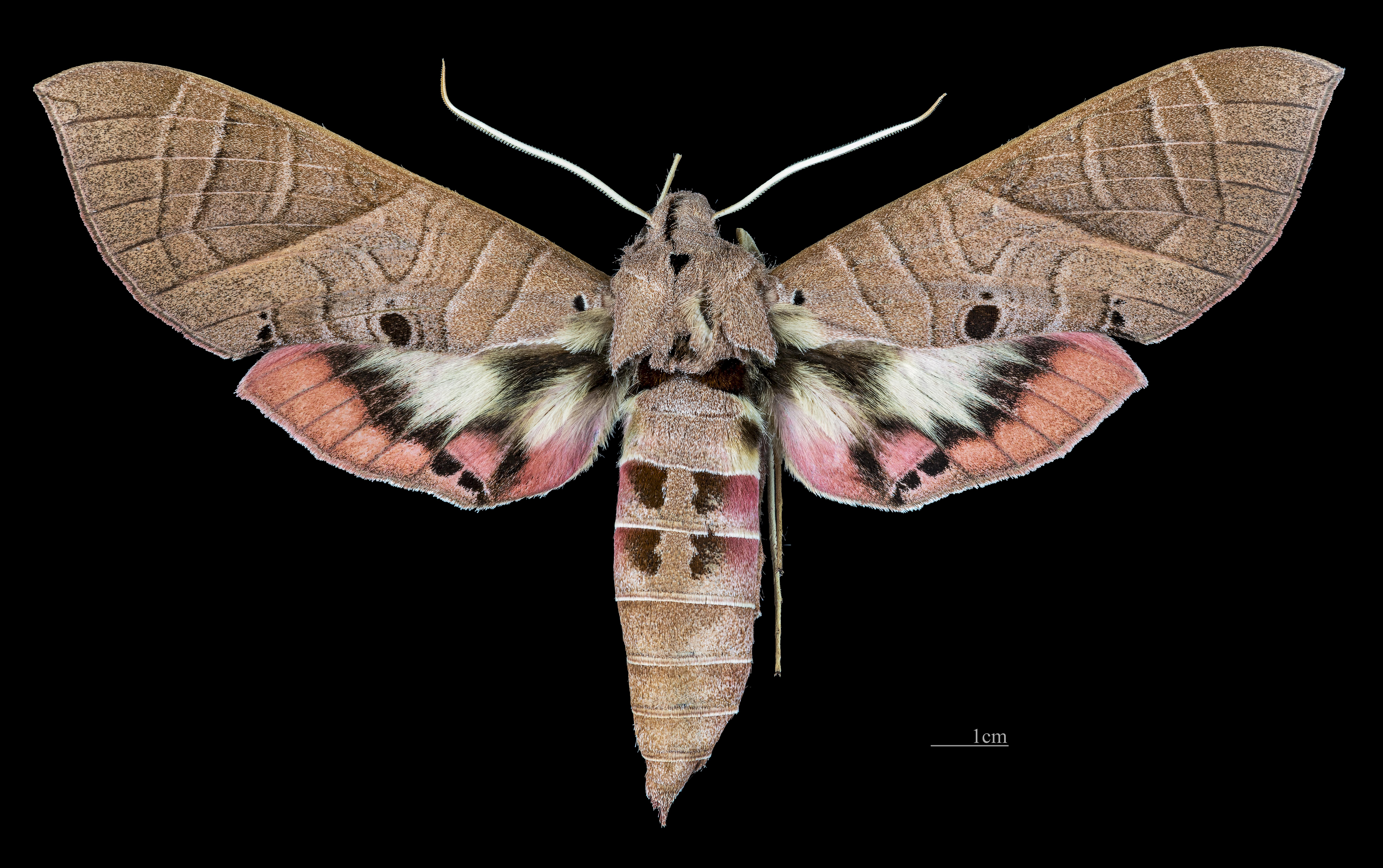
Eumorpha adamsi
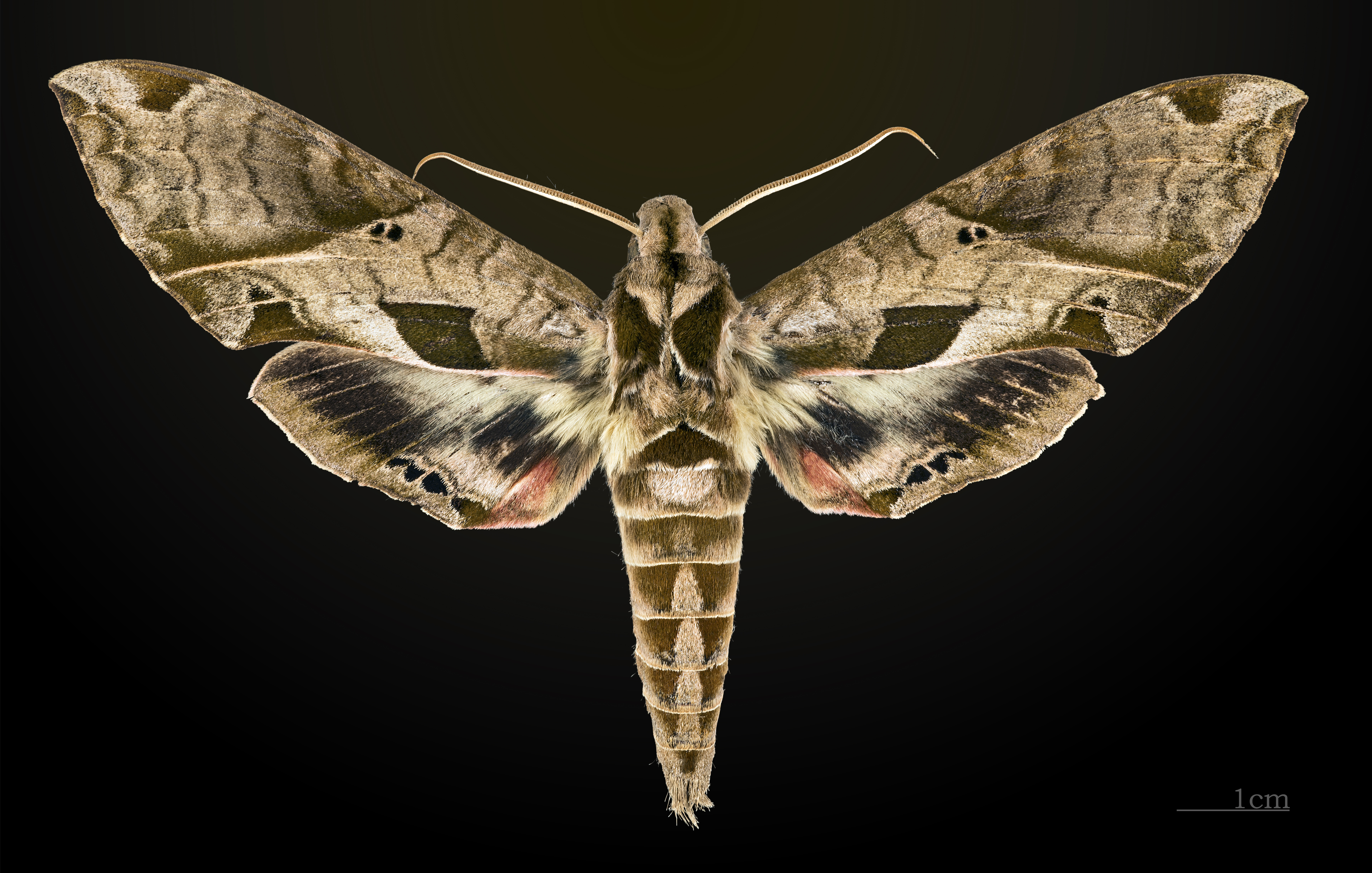
Eumorpha analis
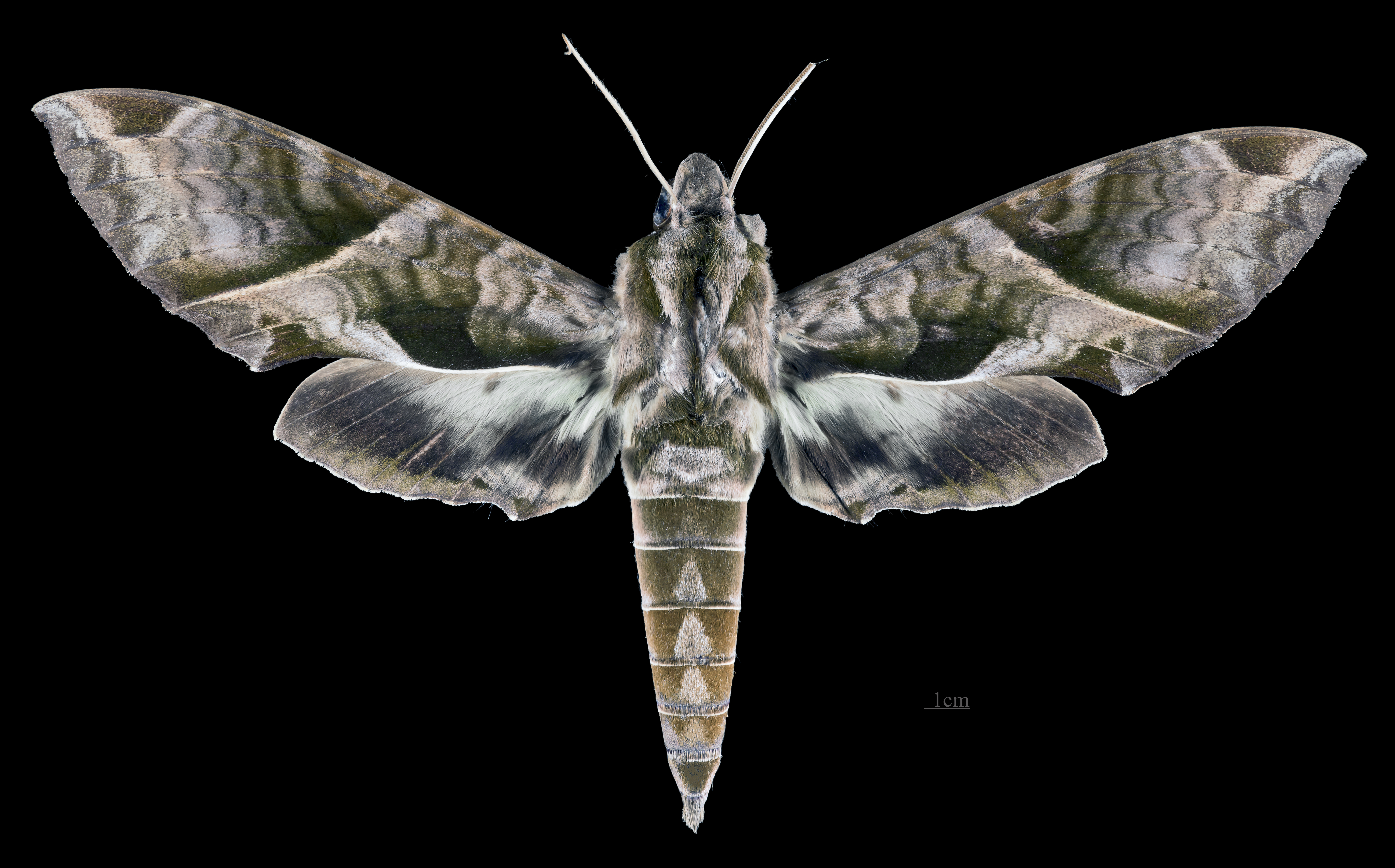
Eumorpha anchemolus
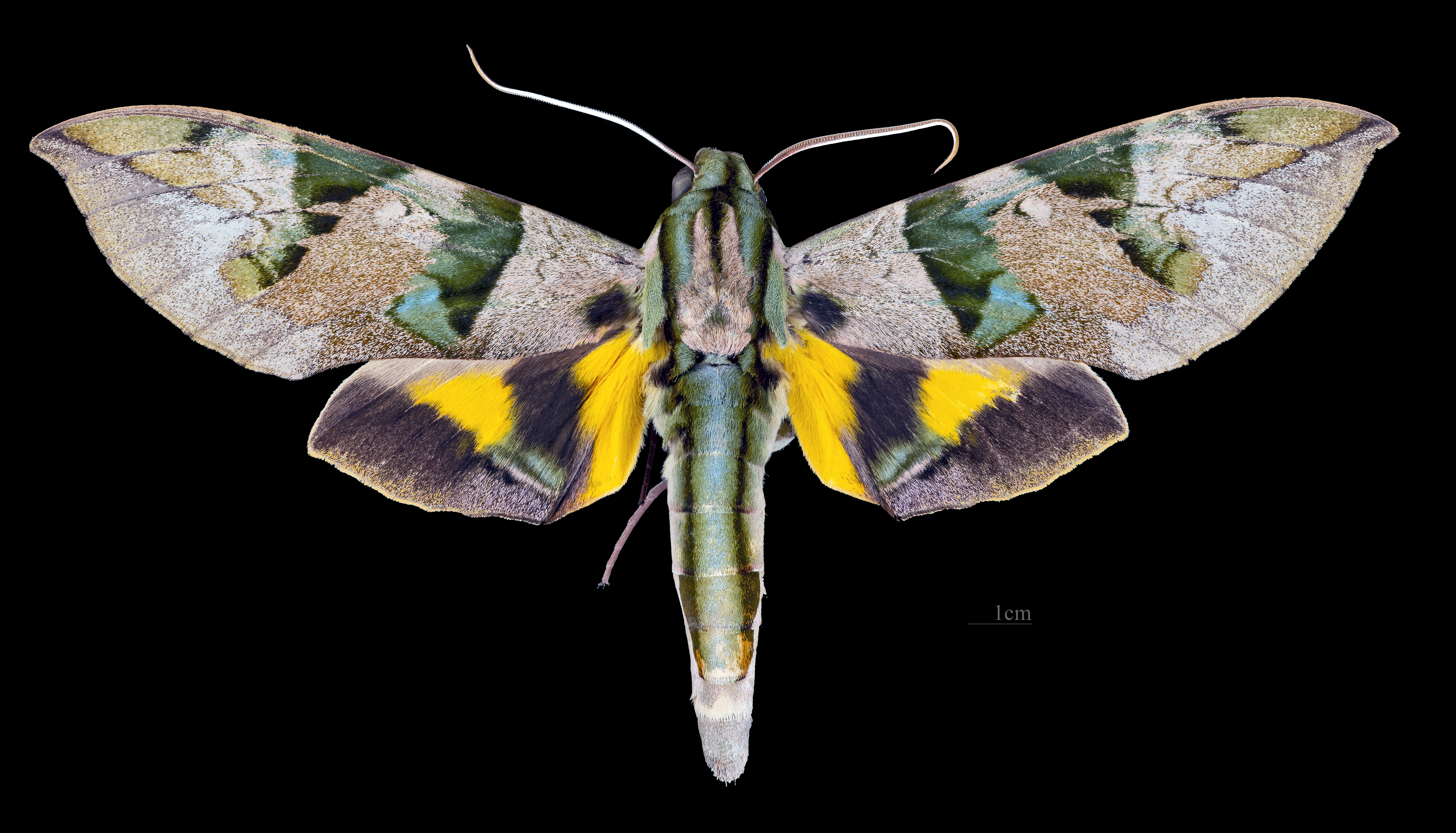
Eumorpha capronnieri
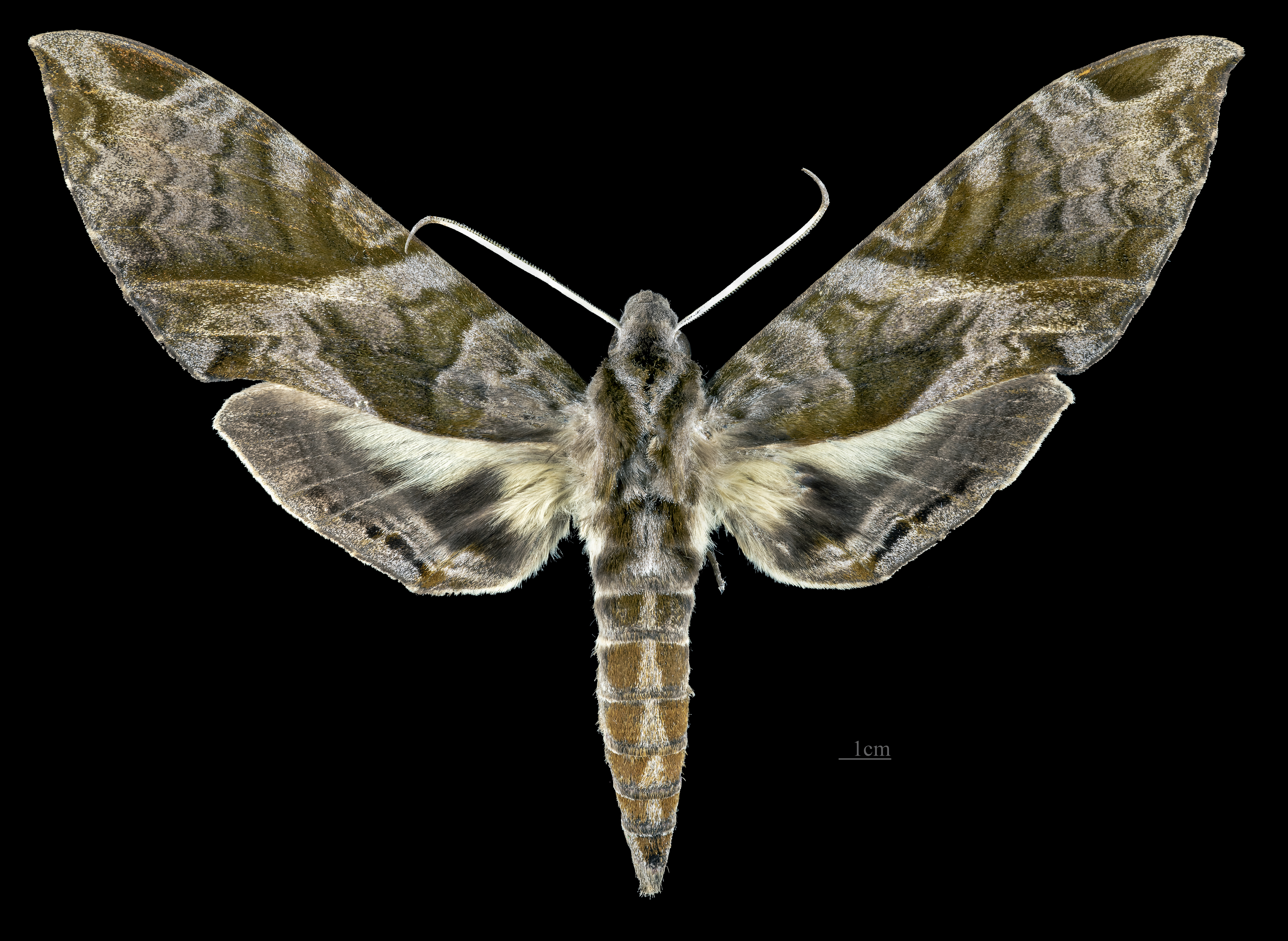
Eumorpha cissi
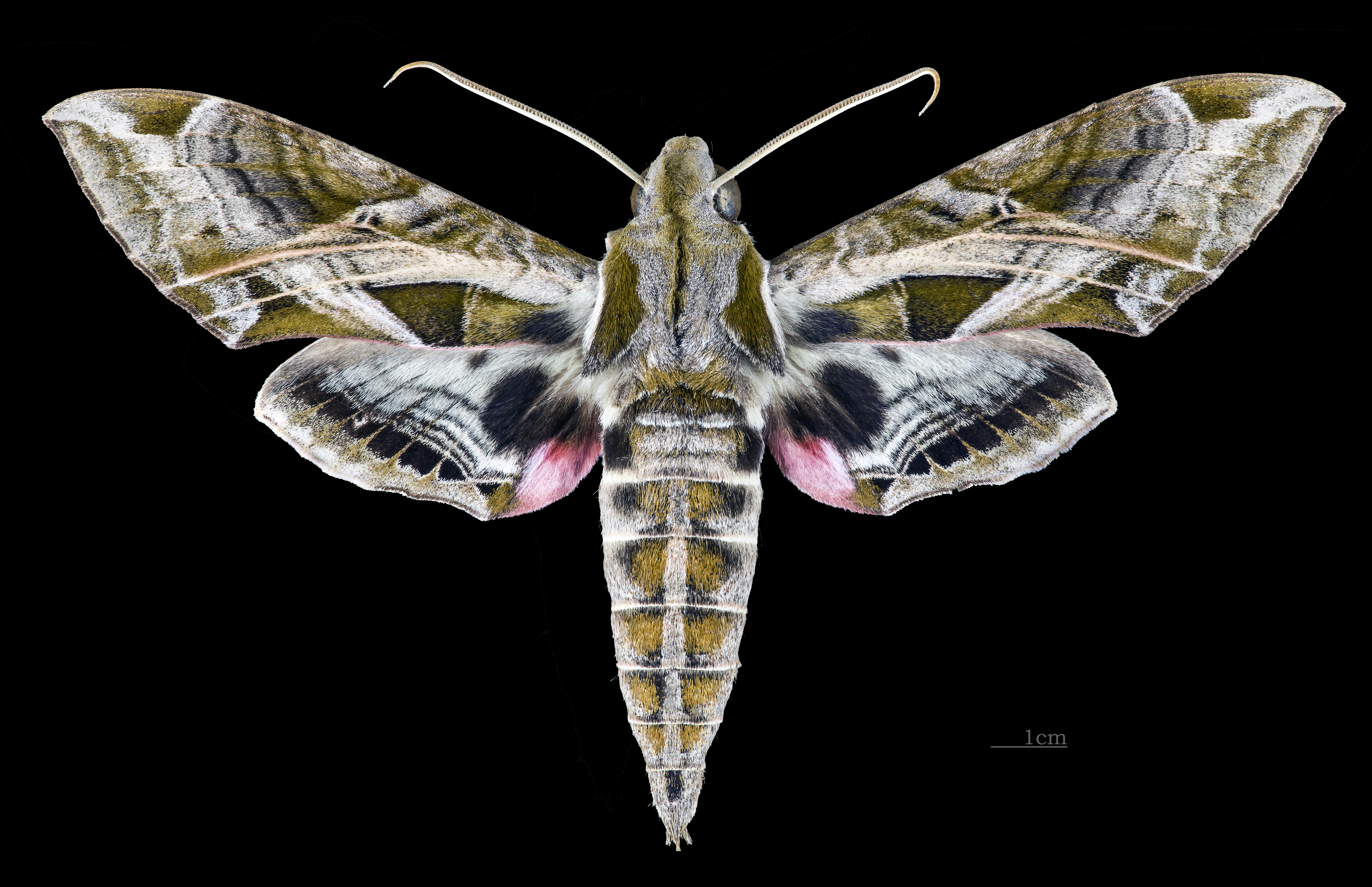
Eumorpha drucei
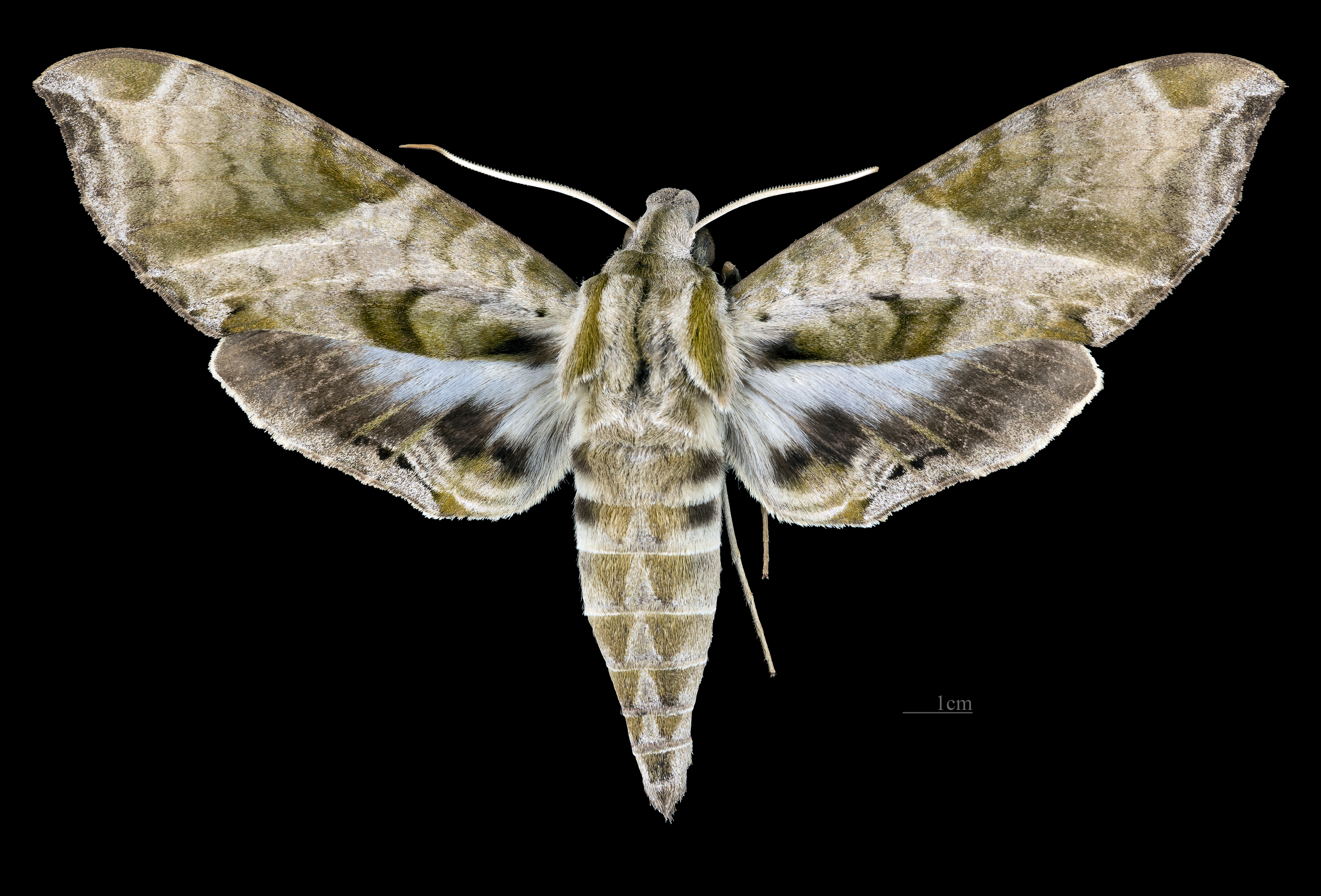
Eumorpha elisa
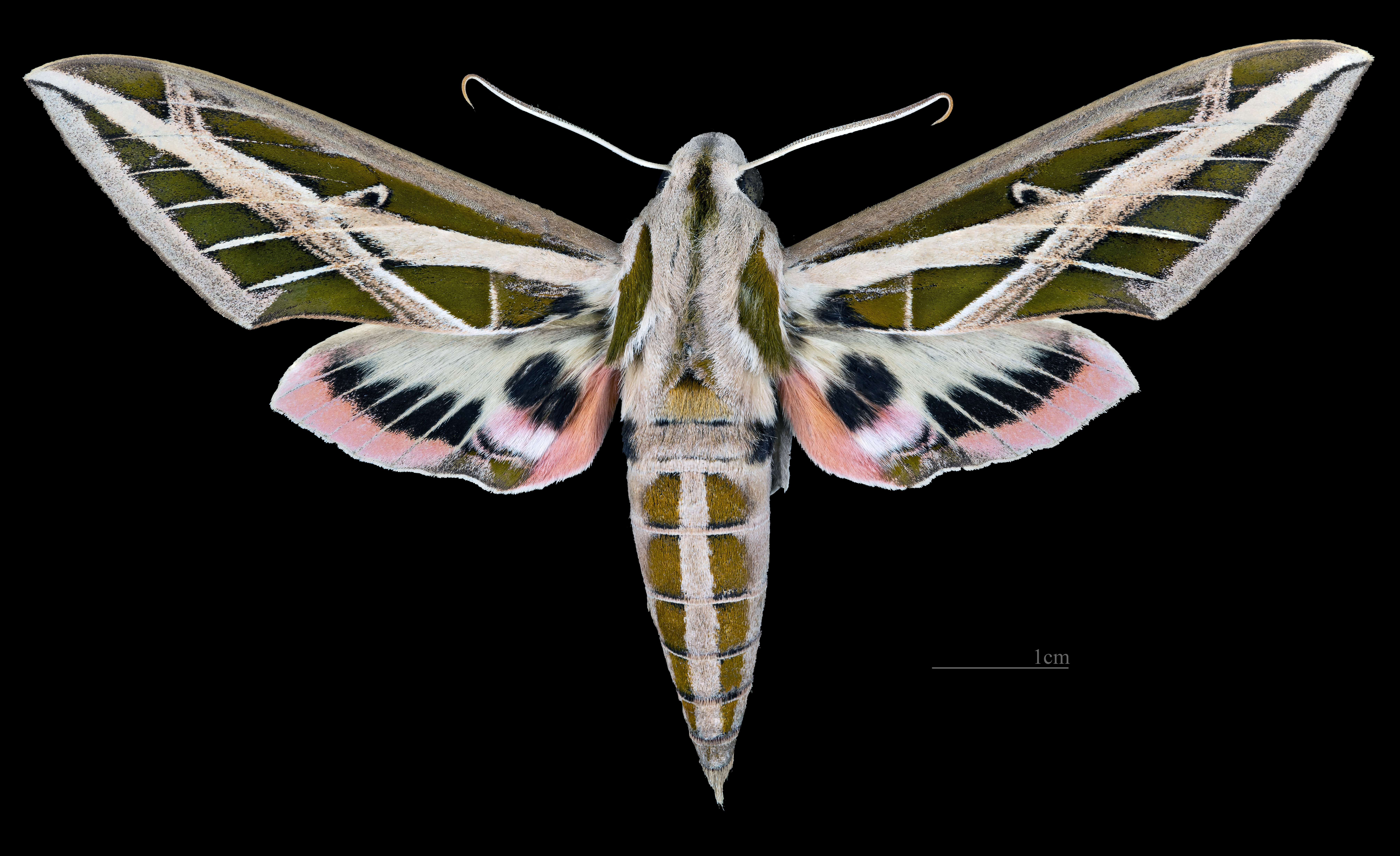
Eumorpha fasciata
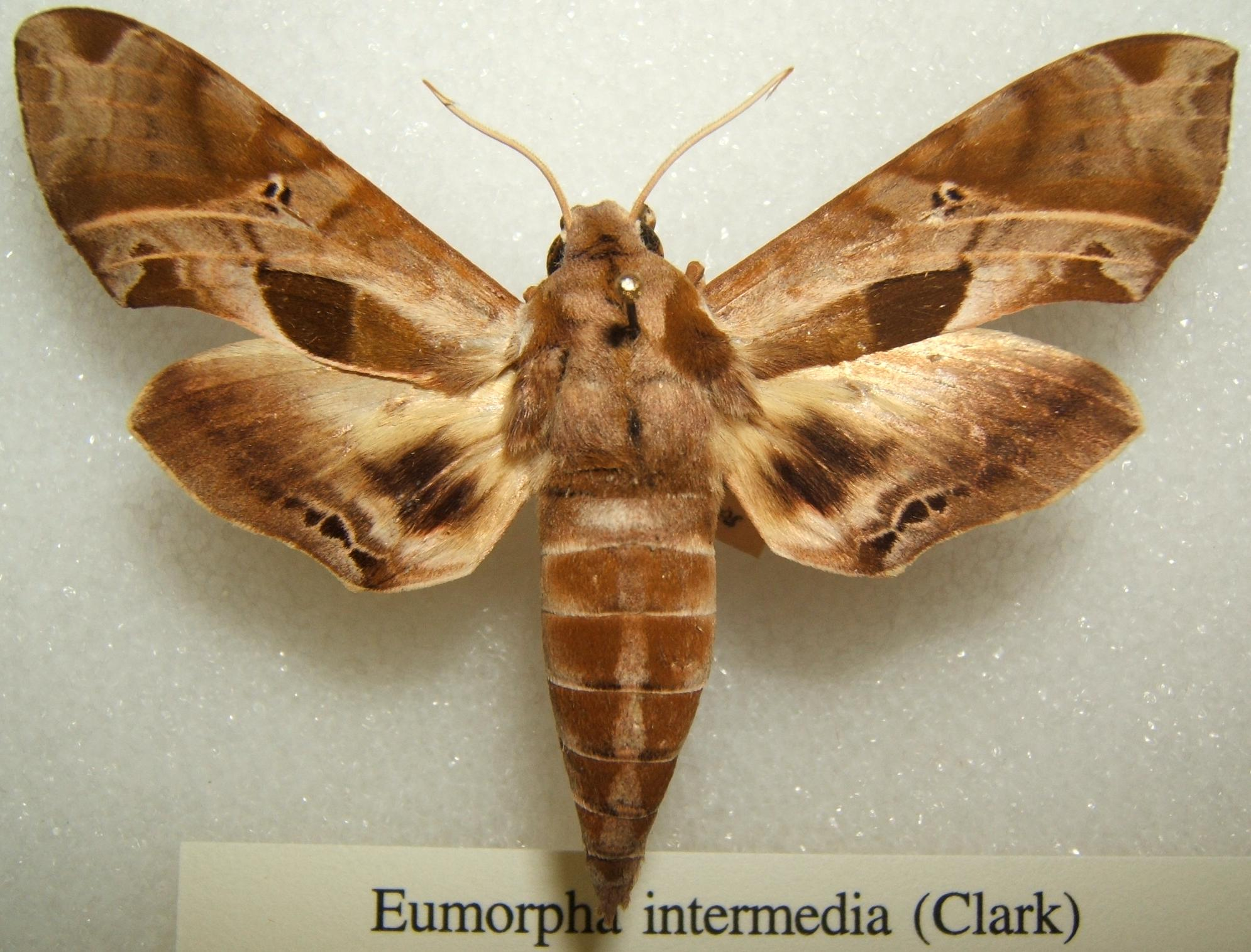
Eumorpha intermedia
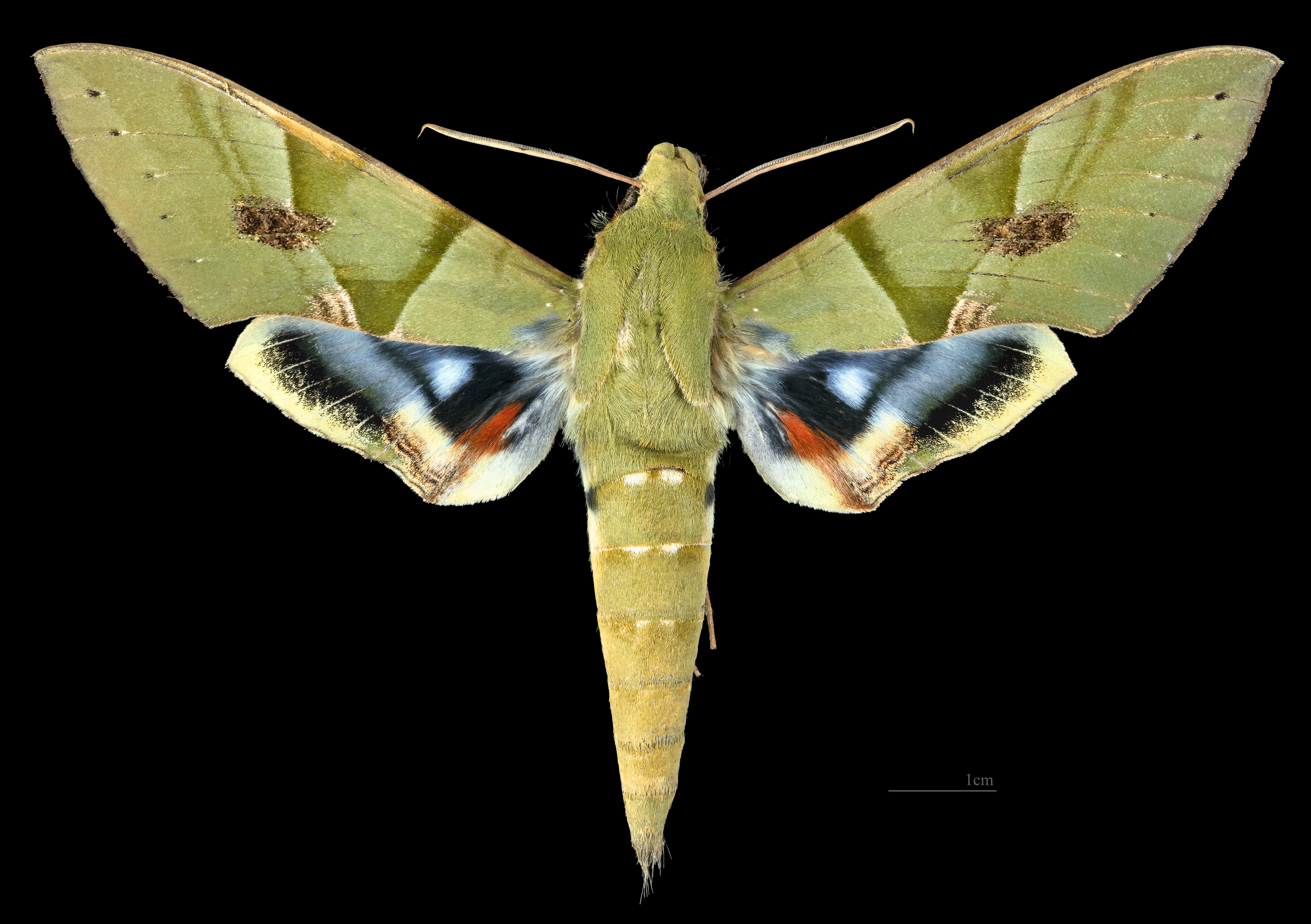
Eumorpha labruscae
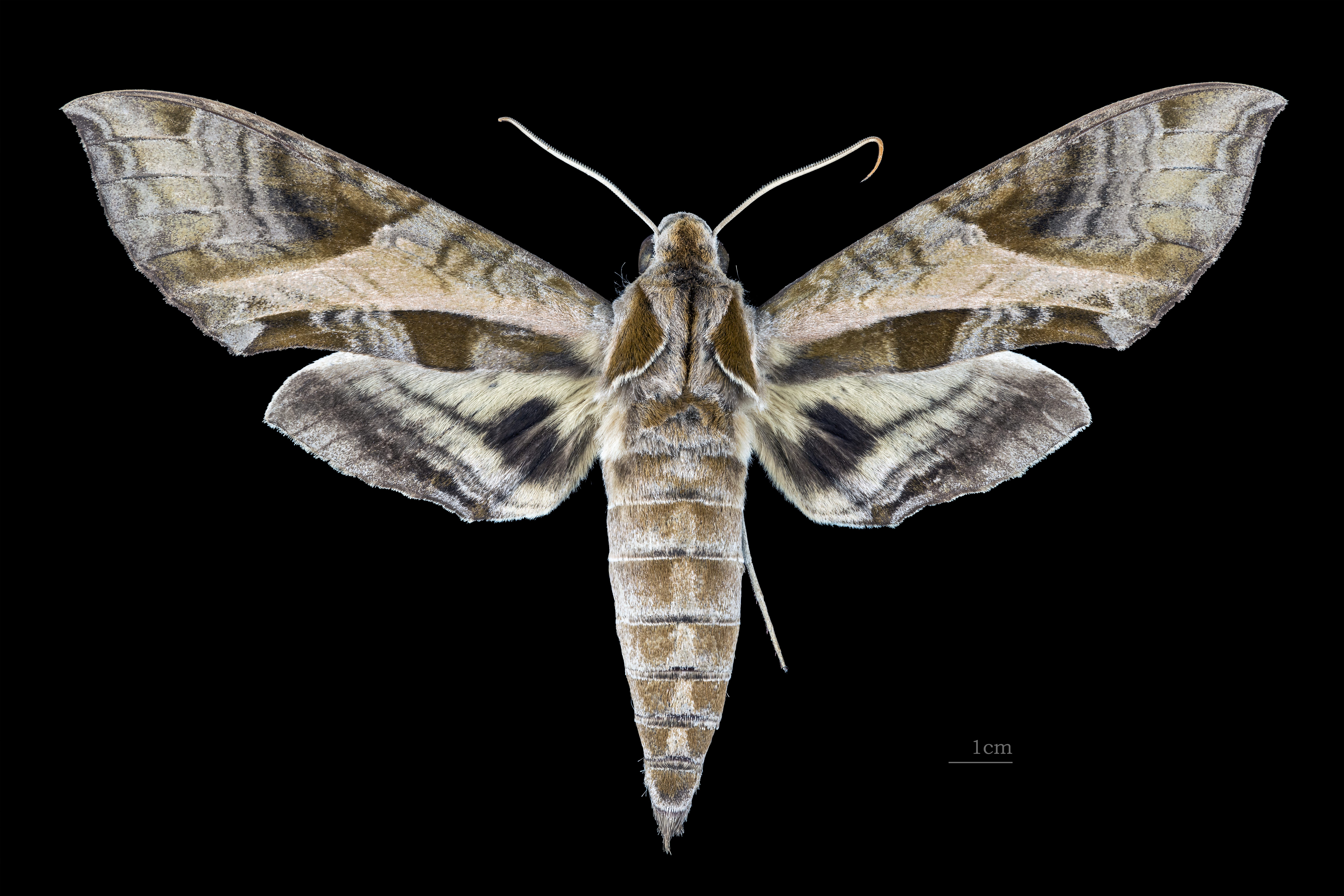
Eumorpha megaeacus
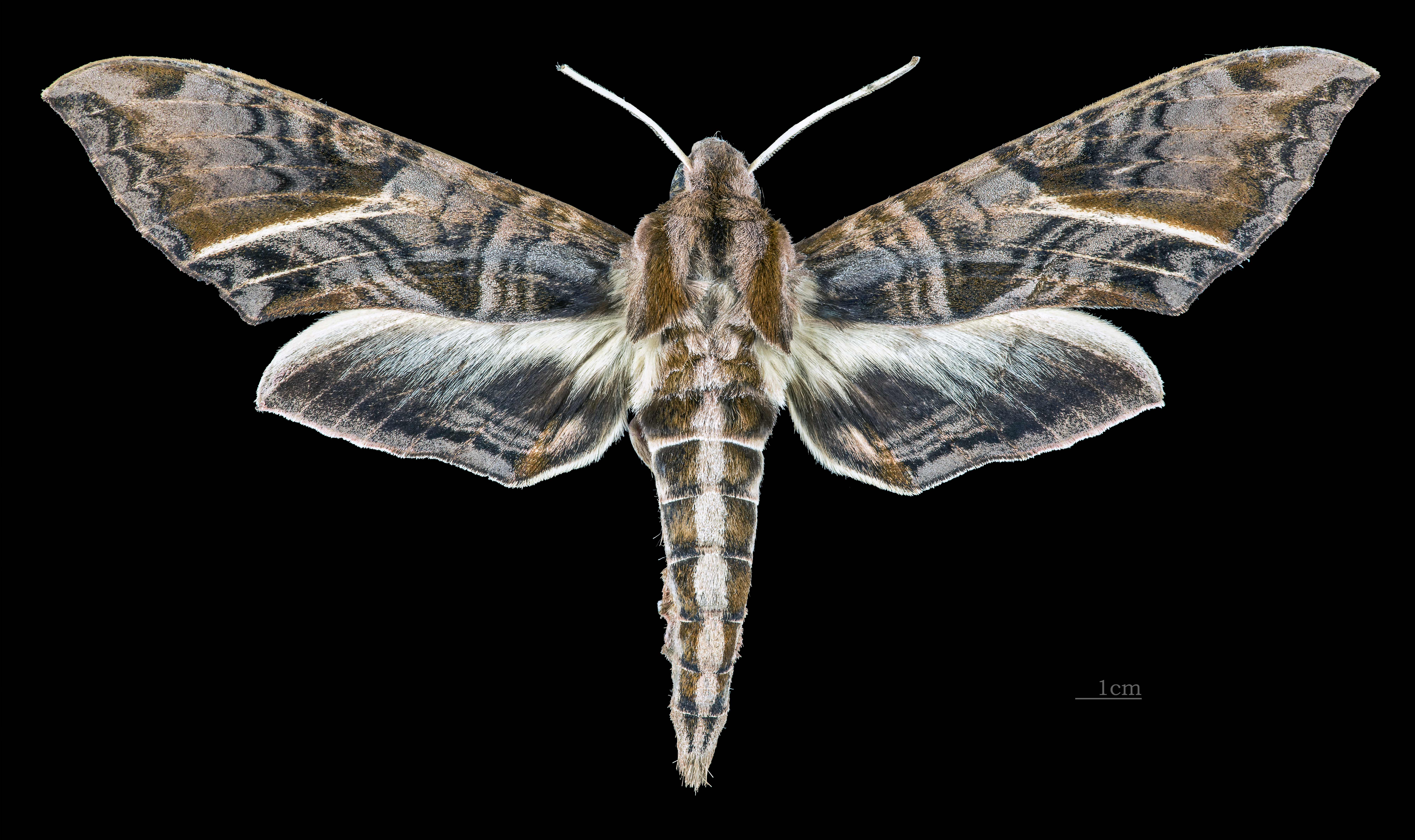
Eumorpha neuburgeri
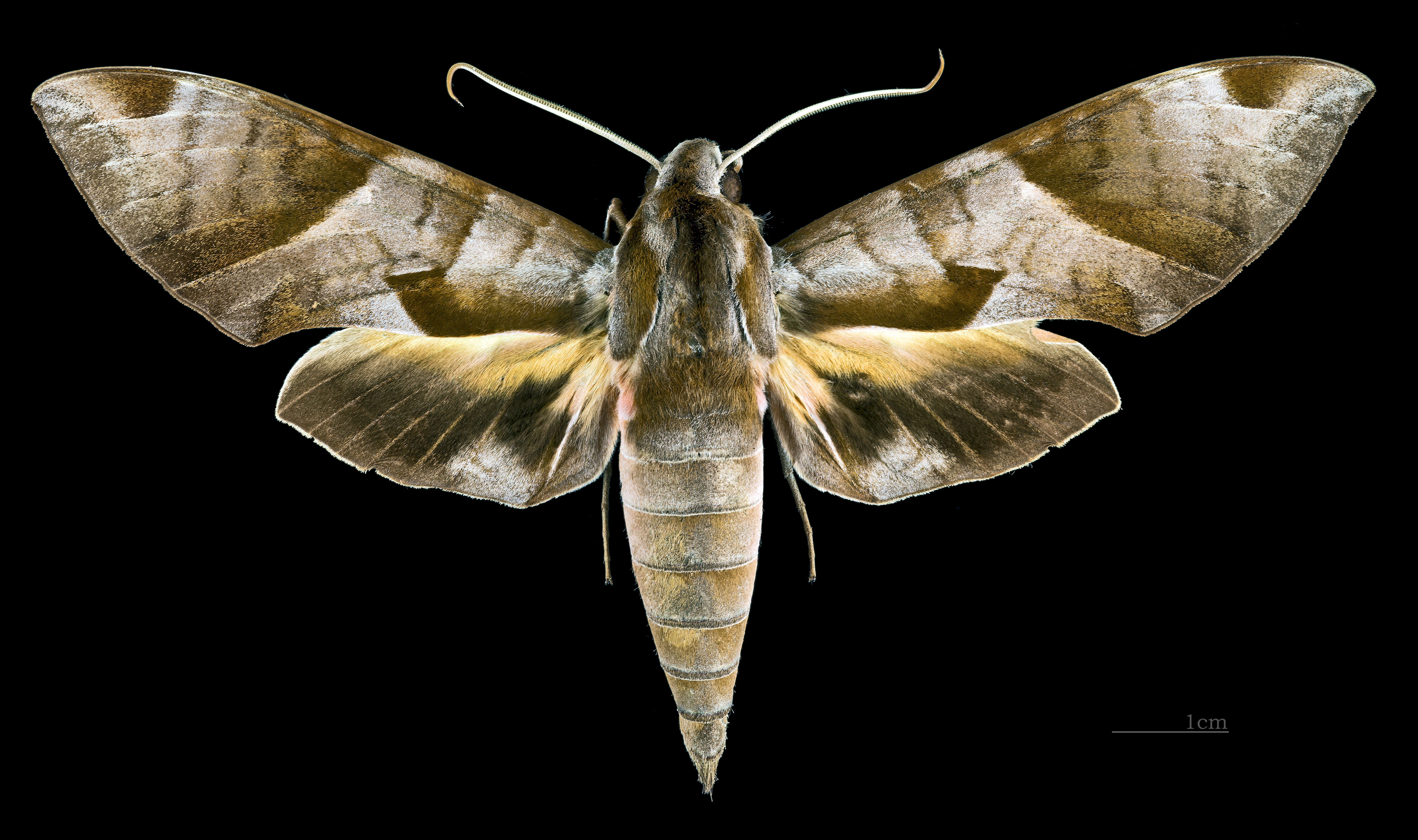
Eumorpha obliquus
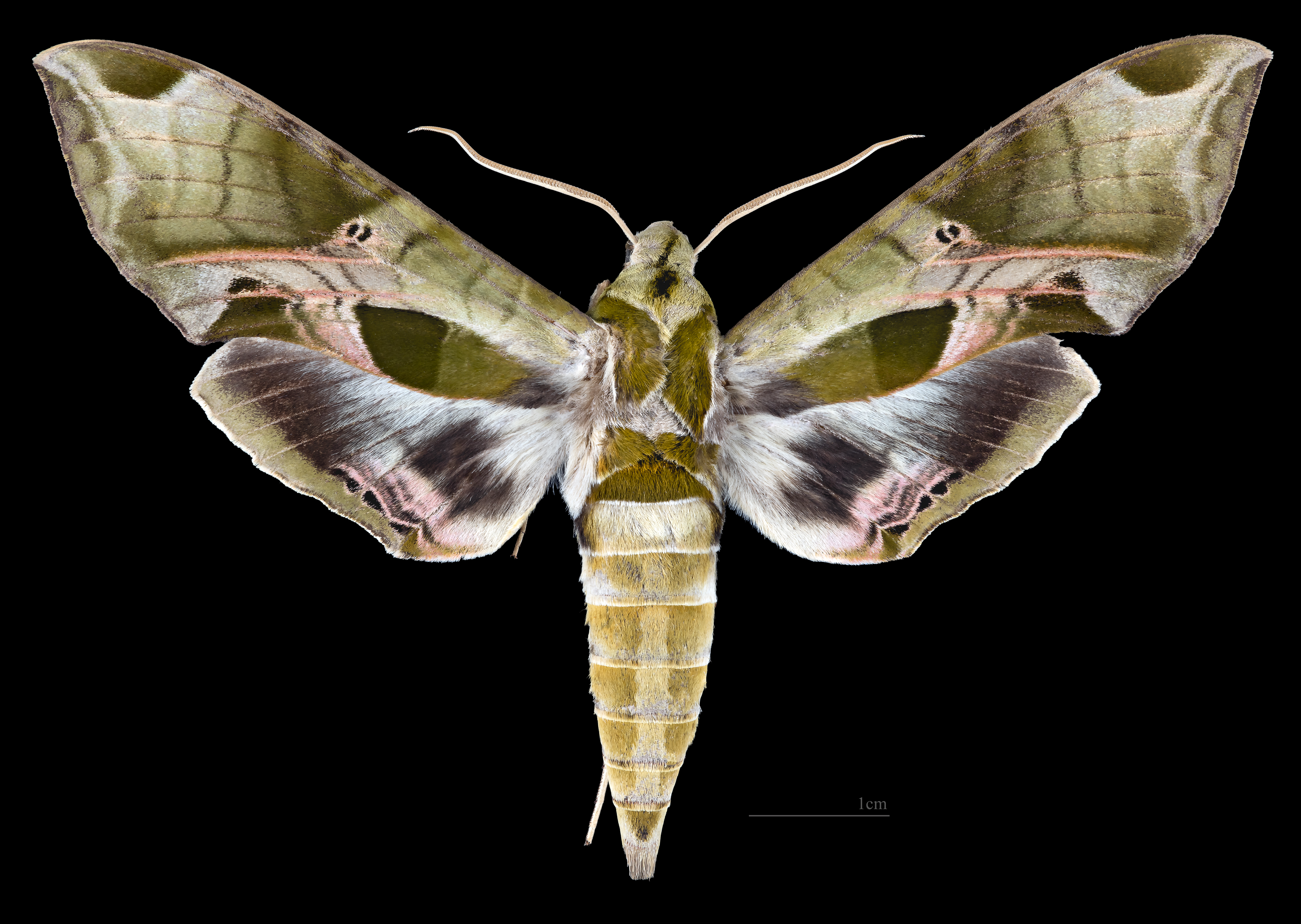
Eumorpha pandorus
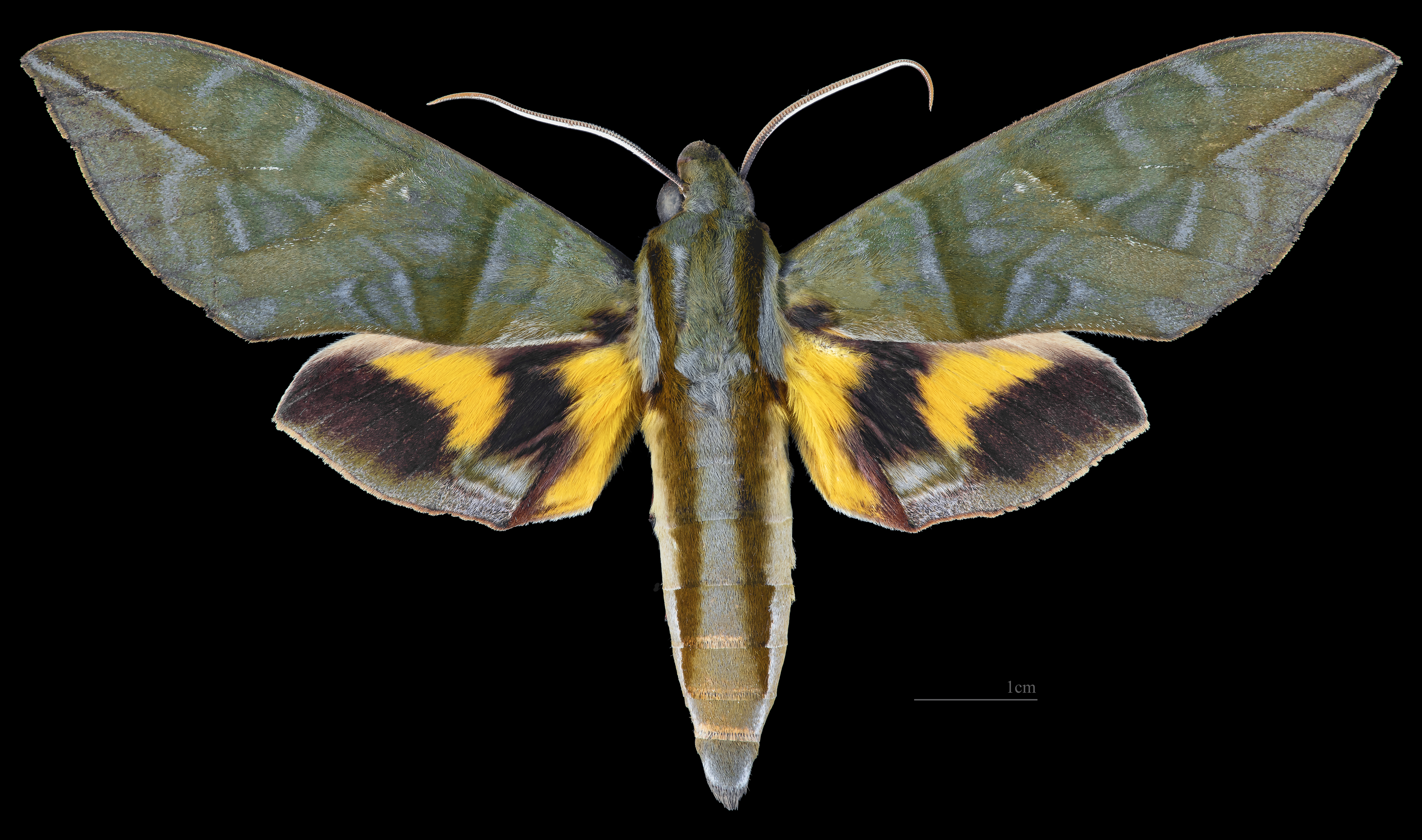
Eumorpha phorbas
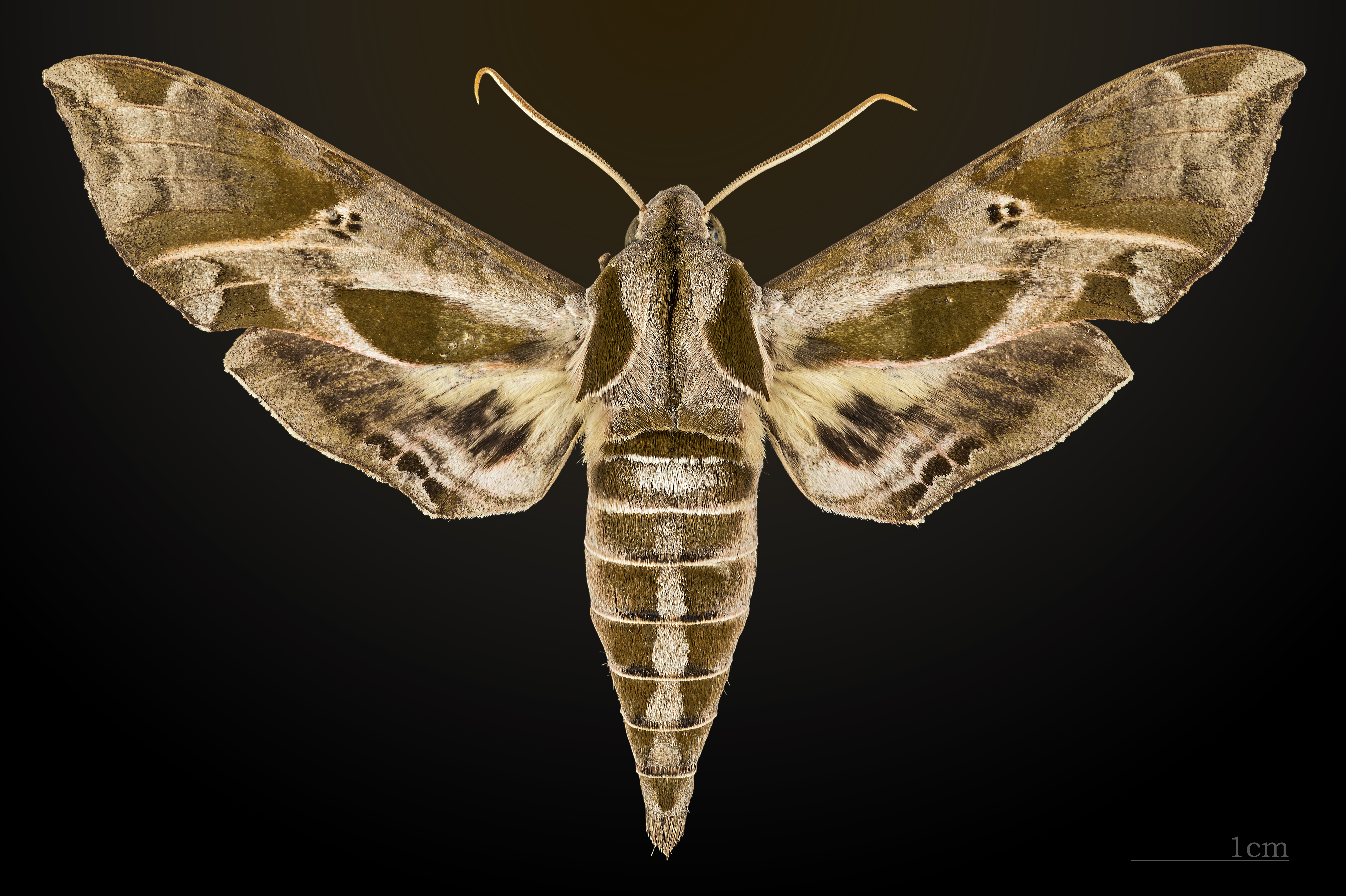
Eumorpha satellitia
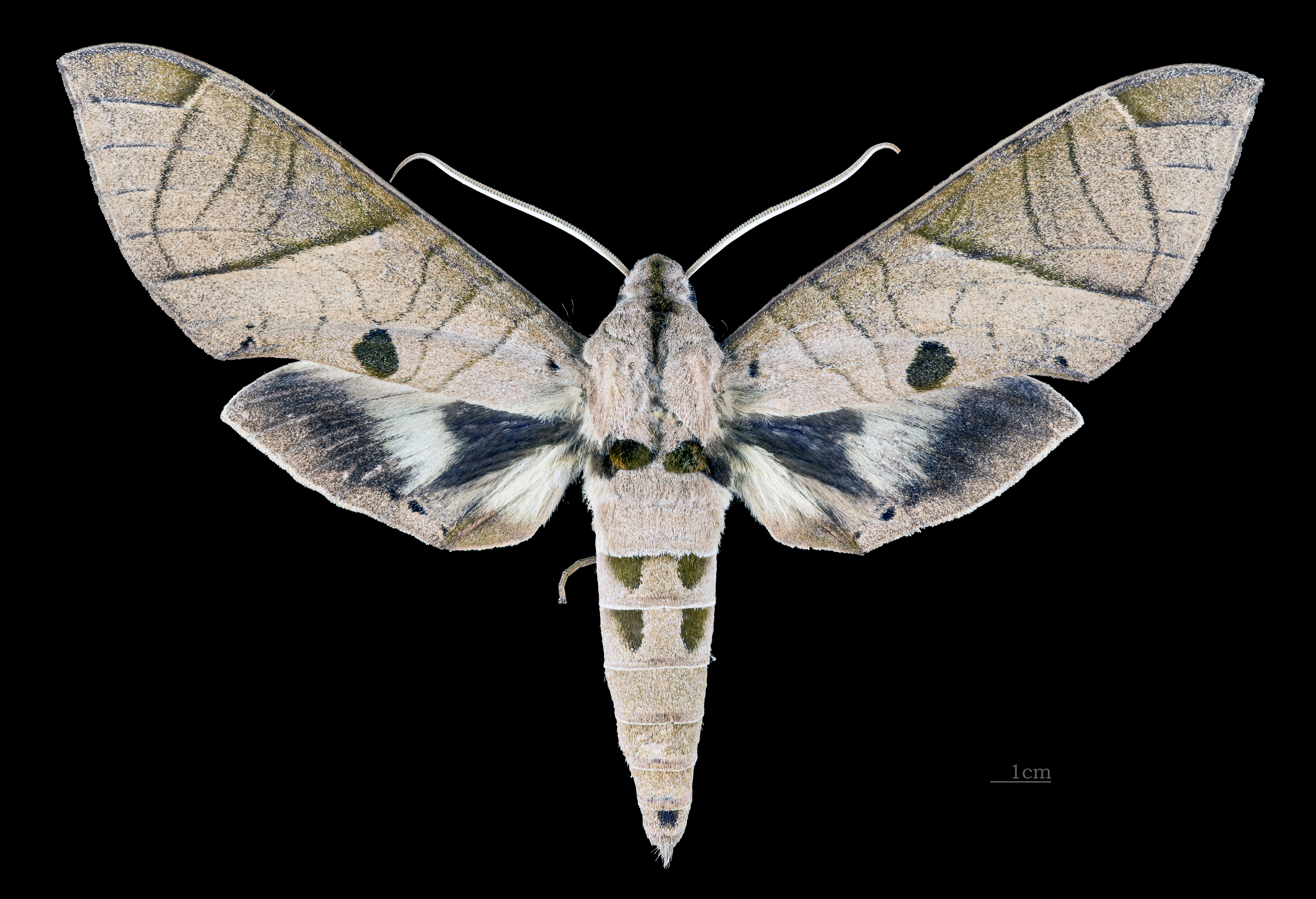
Eumorpha translineatus
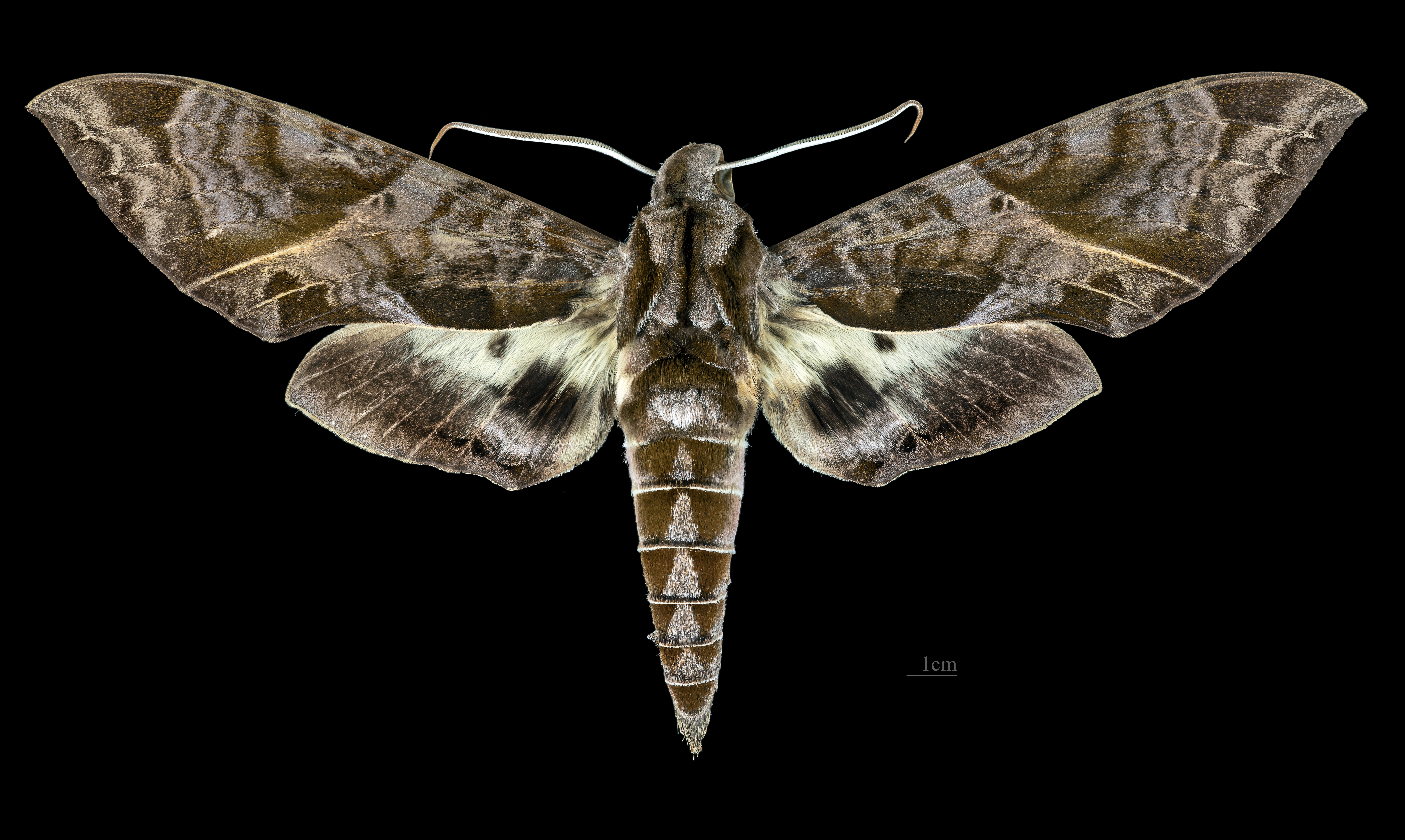
Eumorpha triangulum
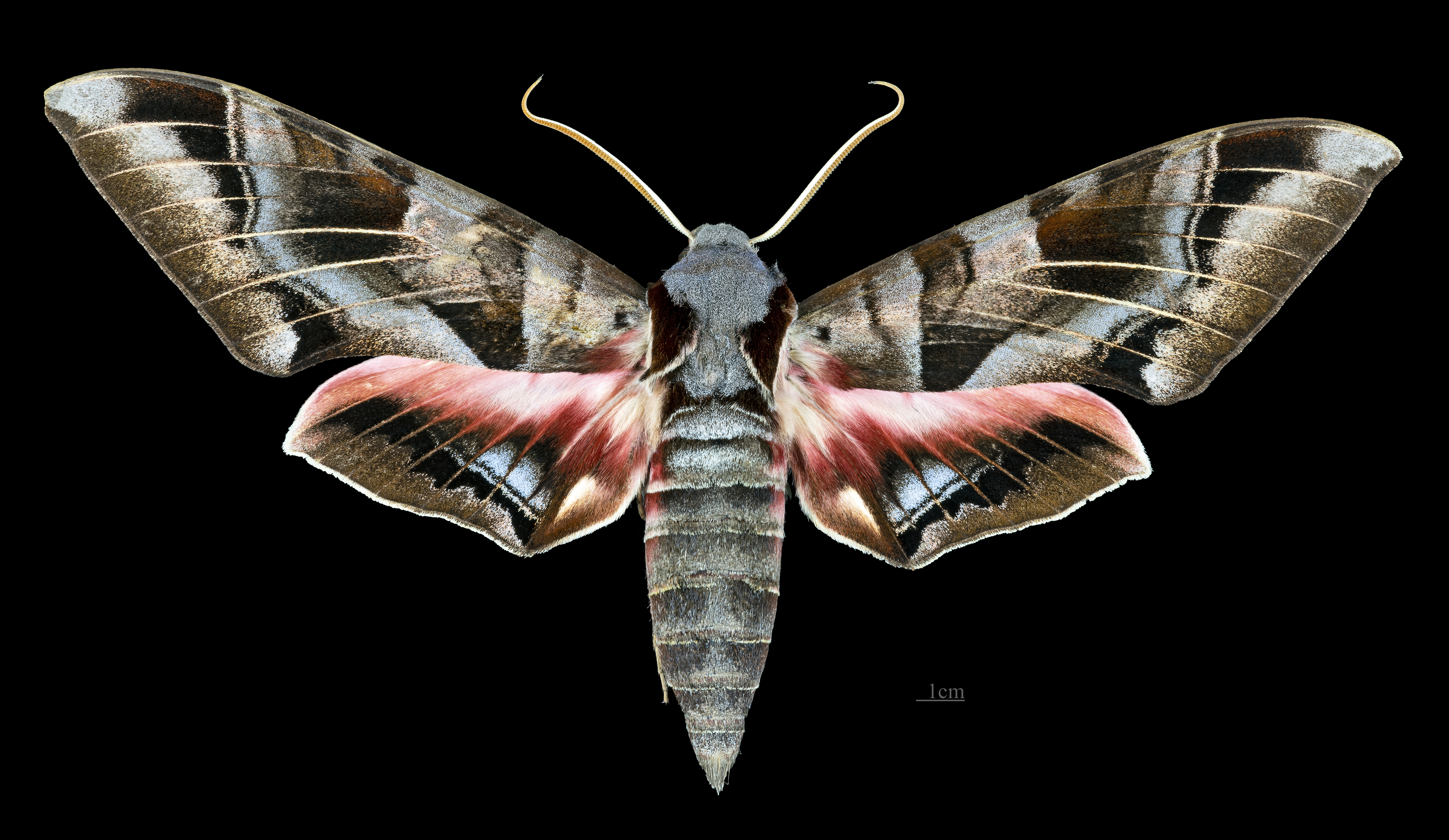
Eumorpha typhon
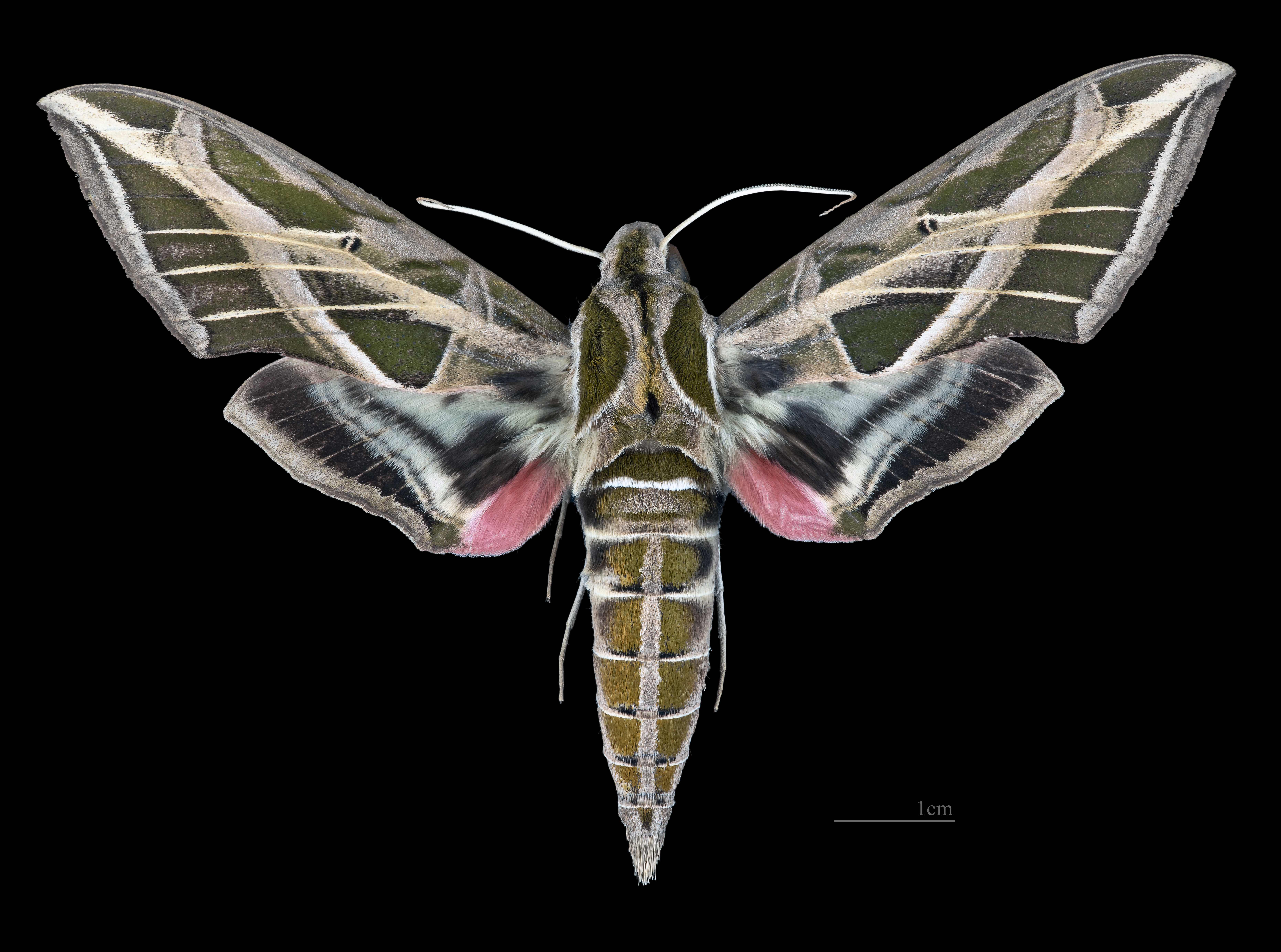
Eumorpha vitis

## Belege